# NGC 1614
NGC 1614 este o galaxie spirală barată situată în constelația Eridanul. A fost descoperită în 29 decembrie 1885 de către Lewis A. Swift. Se află la o distanță de 207.000.000 al de Pământ.